# Saltash
Saltash es una localidad situada en el condado de Cornualles, en Inglaterra (Reino Unido). En 2016 contaba con una población total de 15 771 habitantes.
Se encuentra ubicada al oeste de la península del Suroeste, cerca de la orilla del canal de la Mancha (océano Atlántico) y junto a la frontera con el condado de Devon.